# 竹中工務店
株式會社竹中工務店（日语：／ Kabushiki-gaisha Takenaka Kōmuten）是日本一家大型的建設公司，總公司設址於大阪府大阪市中央區。與清水建設、大林組、鹿島建設、大成建設並為日本的五大建設公司。

## 簡介
竹中工務店可溯自1610年（江戶時代前期），織田家的家臣竹中藤兵衛正高（可能為日本戰國著名戰略家竹中重治之後代）在尾張国名古屋開業，專門承包寺院及神社的興建工程。到了明治時期引入歐洲式的建築技術，神戶開港時承建了許多工程。1909年正式改制為公司。

## 沿革
- 1610年（慶長15年）－織田信長前家臣初代竹中藤兵衛正高在名古屋創業，建造神社佛閣。
- 1899年（明治32年）－14代竹中藤右衛門前進神戶，為創立第一年。建造三井銀行神戶小野濱倉庫。
- 1909年（明治42年）－設立合名會社竹中工務店。總公司設於神戶。資本額10萬日圓。
- 1923年（大正12年）－總公司移往大阪市。
- 1935年（昭和10年）－神戶清真寺施工。
- 1937年（昭和12年）－設立株式會社竹中工務店。資本金額150萬日圓。 取締役社長竹中藤右衛門。
- 1945年（昭和20年）－竹中藤右衛門擔任會長，竹中鍊一就任社長。
- 1958年（昭和33年）－東京鐵塔施工。
- 1973年（昭和48年）－琉海大廈塌陷事故（日语：琉海ビル陥没事故）。
- 1980年（昭和55年）－竹中鍊一擔任會長，竹中統一就任社長。
- 1988年（昭和63年）－日本第一座充氣式膜結構多功能體育場館東京巨蛋竣工。
- 1993年（平成5年）－日本第一座擁有開關式屋頂的多功能體育場館福岡巨蛋竣工。
- 1997年（平成9年）－大阪巨蛋、名古屋巨蛋、橫濱國際綜合競技場竣工。
- 1999年（平成11年）－創立100周年。
- 2004年（平成16年）－東京本店遷往東京都江東區。
- 2006年（平成18年）－中部地方廣場大廈（名古屋）竣工。
- 2007年（平成19年）－東京中城、新丸之內大廈竣工。
- 2010年（平成22年）－創業400周年。
- 2013年（平成25年）－宮下正裕就任社長，為該職首次由非竹中家族成員出任。

## 人物

### 歷任社長
- 竹中藤右衛門：1937年 - 1945年
- 竹中錬一：1945年 - 1977年
- 竹中宏平：1977年 - 1977年
- 竹中錬一：1977年 - 1980年
- 竹中統一：1980年 - 2013年
- 宮下正裕：2013年 - 2019年
- 佐々木正人：2019年 -

## 重大建設成果
| 公共設施 - 迎賓館 - 名古屋電視塔 - 東京鐵塔 - 昭和基地 - 日本武道館 - ACROS福岡 - SKIP CITY - 茨城縣廳舍 - 國立國會圖書館 關西館 - 沖繩展覽中心 - 關西國際機場航廈大樓 - 阪急梅田站 - 阿布達比國際機場航廈大樓設計部份 - 新加坡樟宜機場1號航廈大樓翻新部份 大廈 - 中部地方廣場大廈 - 新丸之內大廈 - 東京中城 - 有樂町中心大廈 - 水晶塔 - 朝日電視台新本社 - 朝日新聞東京本社朝日新聞東京本社 - 梅田阪急大廈（舊大廈。新大廈由大林組施工。） - 神戶阪急大廈 - 東京汐留大廈 - 第二吉本大廈 - 新梅田CITY、梅田藍天大廈 - 梅田DT塔 - HERBIS OSAKA - M-INT神戶 - 神港大廈 - 神戶朝日大廈 - 海岸大廈 - 日本Club Tower（日本クラブタワー） - 東京產經大廈 - 愛宕綠丘 森大廈 - Pacific Century Place丸之內 - 中央三井信託銀行本店大廈 - 任天堂本社大廈 - 龜甲萬野田本社社屋 - 京瓷本社大廈 - 東京歌劇城 - 盛田本社大廈 - TNC放送會館 - P&G日本本社 技術中心 - 中國銀行本店 - 青山The Tower - 大岐阜大廈 - 山脇大廈 - 柏井大廈 - 朝日放送社屋 - NTT docomo墨田大廈 商業設施 - 東京巨蛋城 - AQUA CiTY御台場 - Tod's表參道大樓 - PRADA BOUTIQUE 青山店 - 愛馬仕之家 - HEP (商業設施) - Zepp - 神戶灣喜來登大酒店（神戸ベイシェラトンホテル&タワーズ/アーバングルメポート） - 新神戶東方商城C-3 - UNITED CINEMAS豐島園 - 星之丘Terrace - 原宿中央公寓 - BLOSSOM TERRACE - DIANA GARDEN代官山（ディアナガーデン代官山） - BUREAU品川（ビュロー品川） - 臨空PLEASURE TOWN SEACLE - Alza泉大津 - Ario八尾 巨蛋、運動場 - 東京巨蛋 - 大阪巨蛋 - 札幌巨蛋 - 福岡巨蛋 - 名古屋巨蛋 - 橫濱國際綜合競技場 - 岡山縣陸上競技場（桃太郎體育場） - 大熱海國際高爾夫俱樂部（大熱海国際ゴルフクラブ クラブハウス） - 大分體育公園綜合競技場（Big Eye） - 茨城縣立鹿嶋足球場 廳院、劇場 - 國立劇場 - 新國立劇場 - 橫濱體育館 - 世界紀念堂 - 神戶國際會館 - 寶塚大劇場 - 東京寶塚劇場 | 博物館、主題公園 - 金澤21世紀美術館 - 佐川美術館 - 東京都現代美術館 - 大塚國際美術館 - MOA美術館 - 平山郁夫美術館 - POLA美術館 - 和泉市久保惣紀念美術館 - 天保山港口村、海遊館 - 志摩西班牙村 飯店 - 品川王子大飯店（新館） - 神戶美利堅公園東方飯店 - 舞濱夢想門飯店 - 近鐵環球影城酒店 - 石垣全日空渡假酒店 - 海鷹渡假酒店 - 金澤站前Manten飯店 歷史建築、宗教建築 - 朱雀門 - 聖依納爵教會 - 舊居留地38番館 - 舊神戶佑寧堂 - 明治生命館 - 青松寺七堂伽藍 - 蓮花寺本堂 - 法隆寺大寶藏院、百濟觀音堂 - 泉龍寺本堂 - 天理教教會本部、東西禮拜場 - 帝國陸軍士官學校 - 豐鄉町立豐鄉小學校舊校舍 學校 - 關西學院大學上原校區、三田校區 - 慶應義塾大學（信濃町）醫學部總合醫科學研究棟 - 上智大學2號館 - 明治大學自由塔 - 駒場東邦中學校、高等學校 - 甲南大學13號館 - 甲南高等學校、中學校 - 神戶學院大學港島校區 - 名古屋國際中學校、高等學校 - linden Hall School小學部 - 神戶國際大學 - 武庫川女子大學 日下紀念多媒體館 - 目黑星美學園小學校 - 関西大學尚文館 - 関西大學高槻MUSE校區 - 川崎醫療短期大學體育館 - 東京理科大學長萬部校區 - 獅子會中學 醫院 - 高知醫療中心 - 聖母醫院 - 大阪府濟生會茨木醫院 - 自治醫科大學附屬醫院新館 - 川崎醫科大學附屬醫院西館棟 - 九州大學醫學部附屬醫院南棟 - 新日鐵廣畑醫院 - 住友醫院 - NTT東日本札幌醫院 - 北里大學醫院新棟 - 日鋼紀念醫院 - 豐田紀念醫院 住宅 - 樟葉塔城 - 元麻布之丘 - 六甲島城「East Court 11番街」 - Elsa Tower 55 - 天王洲View Tower 工廠、研究所 - 三得利九州熊本工場 - NIPRO製藥無菌製劑棟 - 超級無塵室產學官連攜研究棟 - 大日本住友製藥鈴鹿工場製劑棟 - 田邊製藥小野田工場厚生棟 - 塩野義製藥攝津工場無菌製劑棟 - 製藥富山工場第一製劑棟 - ZERIA新藥工業筑波工場 - 湧永製藥廣島事業所固形劑製造所 - 株式會社豐田自動織機情報技術研究所 - Torayレ石川第3工場 - 日亞化學工業本社第3研究棟 - 立山酒造本社工場 - 山洋電氣技術中心 - 洋馬柴油株式會社琵琶工場 - 京瓷中央研究所 - stanley電氣秦野新2號館 - P&G遠東・明石工場 |

## 関連会社
- 竹中土木
- 竹中道路

## 外部連結
- （日語）竹中工務店 （页面存档备份，存于）